# Methocha
Methocha é um gênero de vespas parasitóides da família Thynnidae .
As espécies deste gênero são encontradas em todo o mundo, exceto na Austrália, e atacam as larvas dos besouros-tigre .  As fêmeas não têm asas e podem ser confundidas com formigas, enquanto os machos são alados.  
1. Características
  - As vespas do gênero Methocha são relativamente pequenas, com um comprimento de corpo variando de 5 a 10 mm.
  - Elas têm um corpo alongado e estreito, com cores geralmente escuras, como preto ou marrom.
  - Suas asas são transparentes e delicadas.

## Biologia
As fêmeas de Methocha caçam ativamente no solo em busca de tocas contendo larvas de besouros tigre, que são predadores de emboscada ; a vespa estimula a larva do besouro a atacar, evita ser mordida e rapidamente se move e pica a larva em sua parte inferior vulnerável, paralisando-a. Em seguida, ele põe um ovo na larva imóvel do besouro e a larva da vespa o consome. 

## Espécies
- Methocha alutacea Linnaeus
- Methocha anomala Krombein
- Methocha californica Westwood, 1881
- Methocha formosa Krombein, 1954
- Methocha ichneumonides Latreille, 1804
- Methocha impolita Krombein, 1958
- Methocha krombeini Raveendram, Kumar, Binoy e Sureshan, 2021 [1]
- Methocha paraceylonica Raveendram, Kumar, Binoy e Sureshan, 2021 [1]
- Methocha Shyamagatra Raveendram, Kumar, Binoy e Sureshan, 2021 [1]
- Stygia de Methocha (Say, 1836)
- Methocha uchinanensis Terayamma & Mita, 2015
- Methocha yaeyamensis Terayamma & Mita, 2015
  1. Comportamento:
    - As vespas Methocha são solitárias, o que significa que não vivem em colônias como as vespas sociais.
    - Elas são ectoparasitas de aranhas, o que significa que depositam seus ovos nas aranhas hospedeiras.
    - A fêmea da vespa Methocha localiza uma aranha, paralisa-a com uma picada e deposita um único ovo em seu corpo.
    - A larva da vespa se desenvolve dentro do corpo da aranha, alimentando-se dela até emergir como uma vespa adulta.

  2. Importância Ecológica:
    - Embora não sejam tão conhecidas quanto outras vespas, as Methocha desempenham um papel importante no controle populacional de aranhas.
    - Seus hábitos parasitas ajudam a regular as populações de aranhas em ecossistemas naturais.  Em resumo, as vespas do gênero Methocha são fascinantes por sua estratégia de parasitismo e sua relação com as aranhas. Embora não sejam tão visíveis quanto as vespas sociais, elas desempenham um papel vital na natureza.